# Sotades platypus
Sotades platypus – gatunek chrząszcza z rodziny kózkowatych i podrodziny zgrzypikowych. Jedyny przedstawiciel rodzaju Sotades.

## Zasięg występowania
Gatunek ten występuje w na Molukach.